# 170 Marija
170 Marija (mednarodno ime je 170 Maria) je asteroid v glavnem asteroidnem pasu. Spada med silikatne asteroide (tip S). Pripada asteroidni družini Marija.

## Odkritje
Asteroid Marija je odkril Henri Joseph Anastase Perrotin 10. januarja 1877. Njegovo tirnico je izračunal Antonio Abetti. Asteroid se imenuje po njegovi sestri. 

## Lastnosti
Asteroid Koronis je največji član družine Marija, ki je po njem tudi dobila ime.